# (4363) Sergej
(4363) Sergej es un asteroide perteneciente al cinturón de asteroides, descubierto el 2 de octubre de 1978 por la astrónoma ucraniana Liudmila Zhuravliova desde el Observatorio Astrofísico de Crimea (República de Crimea).

## Designación y nombre
Designado provisionalmente como 1978 TU7. Fue nombrado Sergej en honor del cirujano de Crimea "Sergej Vasil'evich Ezhov".